# 교강
교강(佼彊, ? ~ ?)은 신 ~ 후한 초기의 군인으로, 산양군 사람이다. 춘추 시대 주나라의 대부 원백 교의 후손이다.

## 행적
본래 서방(西防)에서 도적떼를 이끌던 자로, 현한의 양왕 유영을 섬겨 횡행장군(橫行將軍)에 임명되었다.
후한 건무 2년(26년), 후한의 토벌을 받아 초(譙)로 달아난 유영을 구원하기 위해 소무(蘇茂)·주건(周建)과 함께 출진하였으나 후한의 갑연에게 패하였고, 이후 주건과 함께 유영을 모시고 호릉(湖陵)으로 달아났다.
건무 3년(27년) 가을에 유영이 전사하여 소무와 주건이 수혜취(垂惠聚)에서 유영의 아들 유우를 옹립하였고, 교강은 서방으로 돌아가 수비에 임하였다. 이듬해에 수혜취는 함락되었고, 교강은 서방으로 도망쳐 온 유우를 받아들였다.
건무 5년(29년) 봄, 후한의 표기대장군 두무·포로장군(捕虜將軍) 마무가 서방을 포위하였다. 교강은 저항하였으나 결국 서방은 함락되었고, 유우와 함께 동해의 동헌(董憲)에게 의탁하였다. 같은해 6월에 유우의 명으로 도성(桃城)을 포위하고 있었던 방맹을 소무와 함께 구원하였으나 후한의 대사마 오한에게 패하였고, 오한이 재차 추격하니 버티지 못하고 항복하였다.

## 출전
- 범엽, 《후한서》 권1상 광무제기 上·권1하 광무제기 下·권12 왕유장이팽노열전·권20 요기왕패채준열전